# The Pharmacogenomics Journal
The Pharmacogenomics Journal — щоквартальний рецензований медичний журнал про фармакогеноміку. Він був заснований у 2001 році та видається Nature Portfolio.
Головний редактор — Джордж П. Патрінос (Університет Патри).
За даними Journal Citation Reports, імпакт-фактор журналу у 2020 році становив 3,550.

## Цілі та сфера діяльності журналу
The Pharmacogenomics Journal — це друкований та електронний журнал, який присвячений швидкій публікації оригінальних досліджень фармакогеноміки та її клінічного застосування.
Основні сфери покриття включають:
- Вплив генетичної мінливості на токсичність і ефективність ліків
- Ідентифікація та функціональна характеристика поліморфізмів, що мають відношення до дії ліків
- Інтеграція нових розробок у проєкті геному та протеоміки в клінічну медицину, фармакологію та терапевтику
- Клінічне впровадження фармакогеноміки
- Ідентифікація нових геномних мішеней для розробки ліків
- Економіка втручань, орієнтованих на геном
- Питання ELSI щодо клінічного впровадження фармакогеноміки
- Фармакогеноміка в країнах, що розвиваються
- Супутня діагностика та розробка ліків